# Solčava
Solčava là một khu tự quản (tiếng Slovenia: občine, số ít – občina) trong vùng Savinjska của Slovenia. Solčava có diện tích 102.8 km2, dân số là theo điều tra ngày 31 tháng 3 năm 2002 là 548 người. Thủ phủ khu tự quản Solčava đóng tại Solcava.